# Myrcia multipunctata
Myrcia multipunctata là một loài thực vật có hoa trong Họ Đào kim nương. Loài này được (O.Berg) Kiaersk. mô tả khoa học đầu tiên năm 1893.